# Младен Стоев
Младен Стоев е български футболист, атакуващ полузащитник, треньор. 
В последните години е гост-коментатор във футболните студия преди, по време и след двубои от българската Първа лига.
Израства в школата на столичния Локомотив, като преминава през всички гарнитури на ДЮШ. През 2002 година подписва първи професионален договор с родния клуб. През годините играл и за Локомотив (Мездра), ПФК Спортист (Своге), Спартак (Варна), Миньор (Перник), Добруджа, ПФК Дунав (Русе) и ФК Любимец 2007. Приключва професионалната си спортната си кариера в родния клуб през 2016, след което е треньор на деца в Локомотив, а от 2017 и в школата ДИТ на ПФК Септември (София).
От 2017 г. играе като аматьор в новосъздадения клуб ФК Локомотив 2016 (София), с който участва в А „ОФГ“ София-град.